# Némethy Vilmos
Némethy Vilmos (Turniscsa, Zala vármegye, 1887. január 10. – Budapest, 1972. szeptember 2.) magyar ügyvéd, közjegyző, országgyűlési képviselő.

## Élete
1887-ben született a Zala vármegyei Turniscsán (későbbi nevén Bántornyán; ma Turnišče, Szlovénia), római katolikus vallásban. Gimnáziumi tanulmányait Zalaegerszegen, az egyetemet Budapesten végezte és ugyanott szerzett 1915-ben ügyvédi oklevelet. 1915 februárjában bevonult katonának és végigküzdötte az első világháborút, a vasúti ezred kötelékében; katonai érdemeiért több kitüntetésben részesült és főhadnagyként szerelt le.
A háború után a nem sokkal később szerb megszállás alá került Alsólendván nyitott ügyvédi irodát, illetve megszervezte a forradalom által veszélyeztetett közrend és a murai határszakasz védelmére a Lendva-vidéki határvédő csapatokat. A kommün alatt részt vett az alsólendvai ellenforradalmi mozgalmakban, ami miatt a kommunisták bebörtönözték. Kiszabadulását követően a vendvidéken fejtett ki ellenforradalmi tevékenységet.
A szerb megszállás után is Alsólendván maradt és ügyvédi minőségében hathatósan tudta védelmébe venni az ott rekedt magyarság számos képviselőjét. Sikerült az elkobzástól 24.000 hold földet is megmentenie, amivel lényegesen csökkentette az optánskövetelések számláját. Megalakította a horvát parasztpárttal karöltve működő vend-magyar pártot, valamint lapokat is kiadott, Néplap és Nase Novine címen. Magyarságáért többször bebörtönözték, végül is a szerb diktatúra életbelépésekor menekülni kényszerült.
Ezt követően Budapestre költözött, ahol újból ügyvédi irodát nyitott, illetve ezzel egy időben enyingi birtokán kezdett gazdálkodni. Alapító tagja és első pénztárosa volt az 1930-ban megszerveződött Független Kisgazdapártnak, később kiadója lett a Független Kisgazda című hetilapnak is.
Az országos közéletben 1931-től vett részt; abban az évben az alsólendvai választókerületnek volt független kisgazdapárti országgyűlési képviselőjelöltje, ám akkor dr. Csák Károllyal szemben kisebbségben maradt. Csák 1932-ben bekövetkezett halála után, az időközi választáson már őt választotta meg a kerület, kisgazdapárti programmal. Az 1935-ös választást követően is meg tudta tartani mandátumát, akkor mint a zalabaksai kerület kisgazda jelöltje. A képviselőházban főként mezőgazdasági és a falvak népének érdekeit szolgáló témákban szólalt fel, illetve nyújtott be interpellációkat.